# The Poison
«The Poison» (укр. «Отрута») — дебютний студійний альбом валлійського металкор-гурту Bullet for My Valentine. Вийшов 3 жовтня 2005 на лейблі Visible Noise в Англії, в США — 14 лютого 2006 року на лейблі Trustkill Records. Альбом включає в себе 11 нових пісень та 2 котрі раніше видавались: «Cries in Vain» (видавався на міні-альбомі «Bullet For My Valentine») та «4 Words (To Choke Upon)» (видавався на міні-альбомі «Hand of Blood»). 4 серпня 2007 альбом був визнаний золотим в США (було продано 336000 копій). В Англії альбом також став золотим (більше 100000 продажів).

## Список композицій
Автор слів Меттью Так, автор музики Bullet for My Valentine. 
| #                         | Назва                                               | Тривалість |
| ------------------------- | --------------------------------------------------- | ---------- |
| 1.                        | «Intro» (за участю Apocalyptica)                    | 2:22       |
| 2.                        | «Her Voice Resides»                                 | 4:17       |
| 3.                        | «4 Words (To Choke Upon)»                           | 3:43       |
| 4.                        | «Tears Don't Fall»                                  | 5:48       |
| 5.                        | «Suffocating Under Words of Sorrow (What Can I Do)» | 3:35       |
| 6.                        | «Hit the Floor»                                     | 3:30       |
| 7.                        | «All These Things I Hate (Revolve Around Me)»       | 3:45       |
| 8.                        | «Room 409»                                          | 4:01       |
| 9.                        | «The Poison»                                        | 3:39       |
| 10.                       | «10 Years Today»                                    | 3:55       |
| 11.                       | «Cries in Vain»                                     | 3:56       |
| 12.                       | «Spit You Out»                                      | 4:07       |
| 13.                       | «The End»                                           | 6:48       |
| Загальна тривалість 53:26 |                                                     |            |

| Лімітоване діджипак видання | Лімітоване діджипак видання                         | Лімітоване діджипак видання |
| #                           | Назва                                               | Тривалість                  |
| --------------------------- | --------------------------------------------------- | --------------------------- |
| 1.                          | «Intro» (за участю Apocalyptica)                    | 2:22                        |
| 2.                          | «Her Voice Resides»                                 | 4:17                        |
| 3.                          | «4 Words (To Choke Upon)»                           | 3:43                        |
| 4.                          | «Tears Don't Fall»                                  | 5:56                        |
| 5.                          | «Suffocating Under Words of Sorrow (What Can I Do)» | 3:35                        |
| 6.                          | «Hit the Floor»                                     | 3:30                        |
| 7.                          | «All These Things I Hate (Revolve Around Me)»       | 3:45                        |
| 8.                          | «Hand of Blood» (змінений «Spit You Out»)           | 3:36                        |
| 9.                          | «Room 409»                                          | 4:01                        |
| 10.                         | «The Poison»                                        | 3:39                        |
| 11.                         | «10 Years Today»                                    | 3:55                        |
| 12.                         | «Cries in Vain»                                     | 3:56                        |
| 13.                         | «The End»                                           | 6:48                        |
| Загальна тривалість 52:55   |                                                     |                             |

| Бонусні треки з подарункового (делюкс) видання | Бонусні треки з подарункового (делюкс) видання             | Бонусні треки з подарункового (делюкс) видання |
| #                                              | Назва                                                      | Тривалість                                     |
| ---------------------------------------------- | ---------------------------------------------------------- | ---------------------------------------------- |
| 14.                                            | «Seven Days»                                               | 3:24                                           |
| 15.                                            | «My Fist, Your Mouth, Her Scars»                           | 3:52                                           |
| 16.                                            | «Welcome Home (Sanitarium)» (кавер-версія пісні Metallica) | 6:13                                           |
| 17.                                            | «Tears Don't Fall» (акустична версія)                      | 4:37                                           |

| Бонусний DVD, що входить до складу подарункового видання | Бонусний DVD, що входить до складу подарункового видання                                      | Бонусний DVD, що входить до складу подарункового видання |
| #                                                        | Назва                                                                                         | Тривалість                                               |
| -------------------------------------------------------- | --------------------------------------------------------------------------------------------- | -------------------------------------------------------- |
| 1.                                                       | «4 Words (To Choke Upon)» (Наживо Club Quattro, Район Сібуя, Токіо)                           | 3:47                                                     |
| 2.                                                       | «Suffocating Under Words of Sorrow (What Can I Do)» (Наживо Club Quattro, Район Сібуя, Токіо) | 3:41                                                     |
| 3.                                                       | «Cries in Vain» (Наживо Club Quattro, Район Сібуя, Токіо)                                     | 4:17                                                     |
| 4.                                                       | «All These Things I Hate (Revolve Around Me)» (наживо з Brixton Academy, Лондон, Англія)      | 3:53                                                     |
| 5.                                                       | «Her Voices Resides» (наживо з Brixton Academy, Лондон, Англія)                               | 4:26                                                     |
| 6.                                                       | «Hand of Blood» (музичне відео)                                                               | 3:34                                                     |
| 7.                                                       | «4 Words (To Choke Upon)» (музичне відео)                                                     | 3:51                                                     |
| 8.                                                       | «Tears Don't Fall» (музичне відео)                                                            | 4:40                                                     |
| 9.                                                       | «All These Things I Hate (Revolve Around Me)» (музичне відео)                                 | 3:58                                                     |

| Бонусні треки з британського перевидання | Бонусні треки з британського перевидання                                 | Бонусні треки з британського перевидання |
| #                                        | Назва                                                                    | Тривалість                               |
| ---------------------------------------- | ------------------------------------------------------------------------ | ---------------------------------------- |
| 14.                                      | «Seven Days»                                                             | 3:24                                     |
| 15.                                      | «My Fist, Your Mouth, Her Scars»                                         | 3:52                                     |
| 16.                                      | «Spit You Out» (наживо з Brixton Academy)                                | 4:16                                     |
| 17.                                      | «All These Things I Hate (Revolve Around Me)» (наживо з Brixton Academy) | 4:03                                     |

| Японське подарункове видання | Японське подарункове видання | Японське подарункове видання |
| #                            | Назва                        | Тривалість                   |
| ---------------------------- | ---------------------------- | ---------------------------- |
| 14.                          | «Room 409» (жива версія)     | 4:00                         |
| 15.                          | «Spit You Out» (жива версія) | 4:03                         |
| Загальна тривалість 61:29    |                              |                              |

### Limited Edition Multimedia Content
- «Hand of Blood» — музичне відео
- «4 Words (To Choke Upon)» — музичне відео
- За лаштунками — відео
- Заставки для персонального комп'ютера

## Учасники запису
Інформація про учасників запису запозичена з сайту AllMusic:
- Меттью Так — вокал, ритм-гітара
- Майкл Педжет — гітара, беквокал
- Джейсон Джеймс — бас-гітара, вокал
- Майкл Томас — барабани

### Запрошені музиканти
- Ейкка Топпінен — аранжування («Intro»)
- Apocalyptica — віолончелі («Intro»)

## Чарти

### Альбом
| Чарт (2005—2013)                             | Найвища позиція |
| -------------------------------------------- | --------------- |
| Австрія Austrian Albums (Ö3 Austria)         | 43              |
| Німеччина German Albums (Offizielle Top 100) | 25              |
| Японія Japanese Albums (Oricon)              | 37              |
| Шотландія Scottish Albums (OCC)              | 25              |
| Велика Британія UK Albums (OCC)              | 21              |
| Велика Британія UK Rock & Metal Albums (OCC) | 1               |
| Велика Британія UK Independent Albums (OCC)  | 3               |
| США Billboard 200                            | 128             |
| США Top Heatseekers Albums (Billboard)       | 2               |
| США Independent Albums (Billboard)           | 9               |

### Сингли
| Рік  | Назва                                               | Максимальна позиція в чартах | Максимальна позиція в чартах |
| Рік  | Назва                                               | Hot Mainstream Rock Tracks   | Hot Modern Rock Tracks       |
| ---- | --------------------------------------------------- | ---------------------------- | ---------------------------- |
| 2005 | «4 Words (To Choke Upon)»                           | —                            | —                            |
| 2005 | «Suffocating Under Words of Sorrow (What Can I Do)» | —                            | —                            |
| 2006 | «All These Things I Hate (Revolve Around Me)»       | 13                           | 30                           |
| 2006 | «Tears Don't Fall»                                  | 24                           | 32                           |

## Сертифікації
| Регіон | Сертифікація | Продажі  |
| --- | ------------ | -------- |
| Німеччина (BVMI)                                                                                                 | Платиновий   | 200 000  |
| Велика Британія (BPI)                                                                                            | Золотий      | 100 000^ |
| США (RIAA) | Золотий      | 500 000^ |
| ^відвантаження, що базуються лише на сертифікаціях · продажі+прослуховування, що базуються лише на сертифікаціях |              |          |

## Релізи
| Країна          | Дата           |
| --------------- | -------------- |
| Велика Британія | 3 жовтня 2005  |
| Японія          | 30 січня 2006  |
| США             | 14 лютого 2006 |